# Magela Baudoin
Magela Baudoin (Caracas, 3 de enero de 1973) es una escritora y periodista boliviana. Con 20 años de trabajo en periodismo ha publicado artículos, reportajes, entrevistas y columnas en distintos medios escritos bolivianos como internacionales, entre los que figuran: La Razón, La Prensa o Nueva Crónica.

## Trayectoria profesional
Es cofundadora de la empresa de Comunicación Estratégica Rodríguez y Baudoin junto a María José Rodríguez, en la que ha trabajado como directora más de diez años.
Actualmente es directora de la revista de literatura El Ansia y dirige junto a la escritora Giovanna Rivero la editorial Mantis, especializada en difusión de obras literarias de escritoras de Hispanoamérica. Finalmente, es fundadora y coordinadora del programa de Escritura Creativa de la Universidad Privada de Santa Cruz.
Sobre como percibe la labor literaria, Baudoin afirma:
“Narrar, o el arte, en general, no deja de ser una revelación que se anuncia, pero que no llega a ocurrir; la buena literatura es la que deja enigmas, la que siembra dudas todo el tiempo… Ojalá permanezcan siempre muchos interrogantes tras leer mi libro porque tengo una fe enorme en el lector de que encontrará lo que yo, consciente o inconscientemente, siembro”.

## Obra
- Mujeres de costado (2010), libro de entrevistas. Editorial Plural.
- El sonido de la H (2014), novela, ganadora del Premio Nacional de Novela. Editorial Santillana.
- La Desobediencia: Antología de ensayo feminista (2019)[3]
- La composición de la sal (2014), colección de cuentos, ganadora del Premio Gabriel García Márquez. Editorial Plural.
- Vendrá la muerte y tendrá tus ojos (2021), colección de cuentos, finalista del Premio de Narrativa Breve Ribera del Duero. Editorial Plural.[4]
- Solo vuelo en tu caída (2023), novela. Odelia Editora.

Sus cuentos y reseñas fueron recopilados en antologías y revistas impresas y digitales como El Malpensante de Colombia, Escritores del mundo de Argentina y Círculo de Poesía de México. Su libro El sonido de la H ha sido editado en España en 2022 por la editorial zaragozana MilMadres.

## Premios y distinciones
- Premio Nacional de Novela (Bolivia), 2014[5]
- Premio Hispanoamericano de cuento Gabriel García Márquez, 2015[6]
- Finalista del Premio de Narrativa Breve Ribera del Duero, 2021[7]
- Premio Anna Seghers 2021[8]

## Enlaces relacionados
- Equipo de Rodríguez y Baudoin. Enlace: http://www.rodriguez-baudoin.com/nuestro-equipo/magela-baudoin, consultada el 13 de marzo de 2018.
- El País. Enlace: https://elpais.com/ccaa/2017/12/07/catalunya/1512684664_507348.html, consultada el 13 de marzo de 2018.
- El País. Enlace: https://elpais.com/cultura/2016/12/19/babelia/1482158281_275924.html, consultada el 13 de marzo de 2018.
- Comparte Libros. Enlace: https://web.archive.org/web/20180412082134/https://www.compartelibros.com/autor/magela-baudoin/1, consultada el 13 de marzo de 2018.
- Ecdótica. Enlace: https://web.archive.org/web/20180412082743/http://www.ecdotica.com/2017/09/22/magela-baudoin-o-la-nueva-literatura-boliviana/, consultada el 13 de marzo de 2018.

- Datos: Q51766559
- Multimedia: Magela Baudoin / Q51766559